# Paracostantinella pulchra
Paracostantinella pulchra är en svampart som beskrevs av Subram. & Sudha 1989. Paracostantinella pulchra ingår i släktet Paracostantinella, divisionen sporsäcksvampar och riket svampar.   Inga underarter finns listade i Catalogue of Life.